# Кристіан V
Кристіан V (дан. Christian V; 15 квітня 1646 — 25 серпня 1699) — король Данії і Норвегії з 1670 до 1699 року. Походив з Ольденбурзької династії.

## Життєпис

### Молоді роки
Народився у замку Дуборг (Феслінзі) у родині Фредеріка III, короля Данії та Норвегії, й Софії Амалії Брауншвейг-Люнебурзької. Здобув від своїх вихователів поверхову й загальну освіту. Набув військового досвіду під час облоги Копенгагена шведськими військами у 1658 році. У 1661 році вирушив у подорож Європою, особливо довго був при дворі Людовика XIV, короля Франції.

### Володарювання
Ставши королем, Кристіан V продовжував політику свого батька стосовно зміцнення королівської влади. Він запровадив титули графів та баронів. Їх надавали представникам гольштейнської знаті, данських міщан та заможних селян. Король роздав дуже багато титулів й підніс їх на противагу представникам данської аристократії. Все це знайшло відображення у Табелях о рангах 1671 та 1693 років. У Данії було створено графство Гриффентфельд, у Норвегії — графства Ларвік та Ярлсберг, а також баронат Розендаль. Для підвищення авторитету королівської влади впроваджено орден Даннеборга.
Як початок політики меркантилізму в Данії та Норвегії у 1672 році впроваджуються митні тарифи.

### Війна із Швецією
З самого початку свого правління Кристіан V вирішив розширити свої володіння шляхом приєднання герцогства Голштейн-Готорпського. Для цього було укладено союз з Францією. У 1671 році Кристіан V вдерся до герцогства, захопив Шлезвіг, змусив герцога гольштейнського втекти до Гамбургу. Після цих успіхів намагався захопити й Гамбург, але йому в цьому завадили Карл XI, король Швеції і Фрідріх-Вільгельм I, курфюрст Бранденбурга. Також на захист Гольштейну втрутилися Англія і Голландія. У 1672 році Кристіан V вимушений був укласти мирний договір, згідно з яким повернув Шлезвіг герцогу Гольштнейн-Готорпському, за винятком деяких невеличких територій.
Важливим періодом правління Кристіана V була війна зі Швецією, яка отримала назву Сконської. Головним завданням її було повернення провінції Сконе, що була втрачена внаслідок дансько-шведської війни 1657—1658 років. Кристіан V став готуватися до неї відразу після гольштейнської кампанії. Для цього уклав союз з Бранденбургом. У 1676 році він розпочав війну, отримавши також підтримку з боку Голландії.
Ця війна тривала з перемінним успіхом. Загалом Данія виграла практично усі морські битви — біля острова Еланд (1676 рік), Кієге (1677 рік). Водночас регулярно зазнавала поразок на суходолі. Так численні спроби Кристіана V захопити Сконе виявилися невдалими — він протягом усієї війни зазнав поразок від короля Карла XI Шведського — при Галлештадті (1676 рік), Лунді (1676 рік), при Мальме (1677 рік).
Зрештою було укладено мирний договір між Данією та Францією у Фонтенбло (13 серпня 1679 року) та 26 вересня — з Швецією. За результатами війни Данія практично нічого не отримала.

### Продовження реформ
У 1683 році в Данії було створено новий кодекс законів. У 1687 році подібний кодекс створено було для Норвегії. Проведено було адміністративну реформу — замість ленів впроваджено амти на чолі із амтманами. У 1688 році впроваджена книга для оцінки земель. 1680-1690-ті роки — це період активного виникнення мануфактур, чому сприяла королівська влада.
Кристіан V водночас сприяв розвитку науки.
Помер Кристіан V 25 серпня 1699 року у Копенгагені.

## Родина
Дружина — Шарлота-Амалія (1650—1714), донька Вільгельма VI, ландграфа Гесен-Касельського
Діти:
- Фредерік (1671—1730), король Данії і Норвегії
- Кристіан Вільгельм (1672—1673)
- Кристіан (1675—1695)
- Софія Гедвіга (1677—1735)
- Карл (1680—1729)
- Христина Шарлота (1683)
- Вільгельм (1687—1705)

5 бастардів.